# بيت عبيد (الطيال)

تعديل مصدري - تعديل

بيت عبيد هي إحدى قرى عزلة بني سحام بمديرية الطيال التابعة لمحافظة صنعاء، بلغ تعداد سكانها 56 نسمة حسب تعداد اليمن لعام 2004.